# Kunstner
Kunstner er en generel betegnelse for en person, der producerer kunst uanset genre. En kvindelig kunstner kan benævnes kunstnerinde.
Titlen kunstner er ikke beskyttet i Danmark.
Kunstnere er f.eks. Anne Marie Carl Nielsen, Picasso, Hemingway, Beethoven, Karen Blixen, og Ingrid og Ingmar Bergman.

## Opgørelse af kunstnere i Danmark
Til brug ved statistiske beregninger definerer Danmarks Statistik en kunstner som en person, der opfylder én af følgende tre kriterier: 
- medlem af en organisation under Dansk Kunstnerråd
- modtager af rettighedsmidler vedr. kunstnerisk virke
- modtager af legat fra Statens Kunstfond.

Ifølge denne afgrænsning var der 27.731 kunstnere i Danmark i 2022, svarende til 0,6 % af befolkningen mellem 20 og 80 år. De fleste, godt 16.000 personer eller knap 60 % af alle kunstnerne, var udøvende musikere.